# 北部湾航空
广西北部湾航空有限责任公司（英語：Guangxi Beibu Gulf Airlines）是海南航空旗下的一家航空公司，总部及主运营基地均设在广西壮族自治区南宁市。北部湾航空于2014年7月获中国民航局批准筹建，2014年12月取得营业执照，2015年2月16日正式成立。北部湾航空由天津航空有限责任公司和广西北部湾投资集团有限公司共同出资组建，注册资本为30亿元。北部湾航空初期从天津航空有限公司引进5架E190飞机，其中购买3架，经营租赁2架。

## 历史
2019年6月11日廣西北部灣投資集團、廣西機場集團，海南航空控股簽署了《關於廣西北部灣航空有限責任 公司股權重組合作框架協議》重組完成後，廣西北部灣投資集團持股71.2%，廣西機場集團持股4.8%，海航控股持股24%。截止2020年3月，仍未完成交割。
2019年11月18日北部灣航空以13.09億人民幣收購華安財產保險股份有限公司17.86%股權，成為第二大股東

## 机队
截止2020年3月，北部湾航空机队如下：
- 17架E190
- 8架空中客车A320-200
- 4架空中客车A320neo[3]